# モルドバ暴動

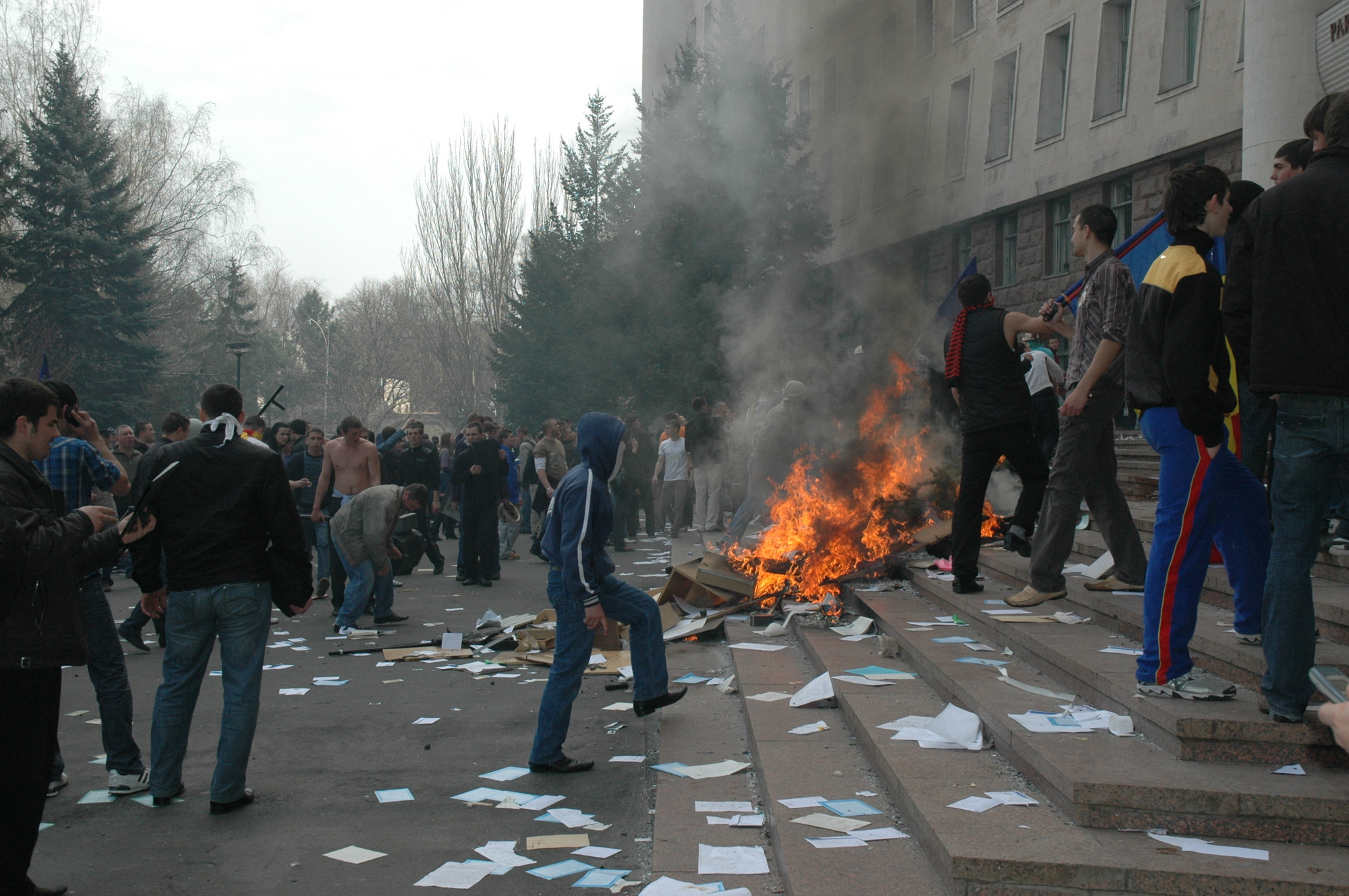
モルドバ暴動

モルドバ暴動とは、2009年4月7日に、旧ソ連諸国の中の一国であるモルドバで議会選の選挙結果に抗議する若者らによって起こされた暴動。この暴動でデモ隊の1人が死亡、約270人が負傷、200人が逮捕された。

## 概要
2009年4月5日、モルドバで議会選が行われ、開票の結果ウラジーミル・ヴォローニン大統領率いる与党共産党が60議席を獲得、第一党となった。
しかし、「選挙に不正があった」と抗議する野党支持者の若者らが暴徒化。「共産党は去れ！」をスローガンに掲げ、大統領府や議会を一時占拠する騒ぎとなった。政府庁舎に欧州連合の旗と、隣国ルーマニアの国旗を掲げる者もいた。8日に警官隊が突入し、政府中枢機能を奪還、騒ぎも収まった。

## 余波
ヴォローニン大統領は暴動を「クーデター」と非難、隣国ルーマニアが関与しているとして、ルーマニア大使に国外退去を通告した。ルーマニア外務省は「国内問題の責任転嫁だ」と反論した。しかし、ロシアもルーマニアの関与の可能性を指摘し、EUに適切な対応を取るよう要求した。
また、この事件はグルジアのバラ革命、ウクライナのオレンジ革命と続いて、東欧地域での欧米接近のうねりが収まっていないことを示した。
今後の推移によっては米ロ関係に影を落とすという見方もある。
また、共産党は60議席を獲得したが、大統領を単独選出できる61議席には届かず、野党の切り崩しをしなければならないが、選挙不正を訴える野党の結束は固く、失敗した。
2009年4月13日、モルドバ憲法裁判所は9日以内に票を再集計することを命じた。再集計の結果、共産党の勝利は変わらなかった。
ルーマニア政府は2009年4月15日に1940年のソ連によるベッサラビア地方の併合以前にルーマニア市民だった人とその子孫でモルドバに住んでいる人についてルーマニア国籍を認める決定をした。該当者は約100万人にものぼるとされる。これに対し、ボロニン大統領は「モルドバ国民をルーマニアの旅券を持つ人とそうでないに差別化する屈辱的な決定だ」と反発、ルーマニアとモルドバとの間で緊張が高まっている。
2009年5月20日に大統領選挙が行われたが、野党はボイコットした。28日に2回目の選挙が行われたが、これも野党はボイコット。二度選挙が成立しなかったため、憲法規定に基づき議会を解散することになった。